# Flight of the Valkyries
Flight of the Valkyries es un festival de heavy metal anual, cuyo propósito es presentar solamente bandas con vocalistas femeninas. El festival se ha realizado en Minnesota y Maryland, Estados Unidos. Inició en el año 2007. Ha contado con la presencia de artistas y bandas de talla internacional como Doro, Benedictum y Shadowside. El nombre del festival proviene del nombre de la famosa canción de Wilhelm Richard Wagner.

## Alineaciones

### 2007 - St. Paul, Minnesota
Doro

Vainglory

Earthen

Visideon

The Ottoman Empire

Spiritual Decay

Sirens of Titan

### 2008 - St. Paul, Minnesota
Unexpect

Shadowside

Benedictum

Visideon

Dendura

Earthen

Something to Fear

Aria Sharp

### 2009 - St. Paul, Minnesota
Benedictum

Luna Mortis

Todesbonden

Hydrogyn

A.D.D.

Sirens of Titan

Kaptivating Kate

Rott

### 2010 - FotV East - Baltimore
Black Widow

Operatika

River Runs Scarlet

A Sound of Thunder

Suhgarim

Dying Design

Cassandra Syndrome

### 2011 - FotV East - Baltimore
Benedictum

Echoterra

DesDemon

Brave

Flames of Fury

Serpent Witch

### 2015 - FotV East - Baltimore
A Sound of Thunder

MindMaze

Echoes Never Lie

Sweet Suicide

Spellborne